# Changing of the Guards
«Changing of the Guards» es una canción del músico estadounidense Bob Dylan publicada en el álbum de estudio de 1978 Street Legal.
Como sencillo, «Changing of the Guards» no entró en ninguna lista de éxitos, a diferencia del anterior sencillo, «Baby, Stop Crying», que se convirtió en un reputado éxito en Europa, donde se alzó hasta el puesto 13 de las listas británicas. En 1994, «Changing of the Guards» fue incluida en el álbum recopilatorio Bob Dylan's Greatest Hits Volume 3.
Melódicamente, «Changing of the Guards», al igual que la mayor parte de las canciones de Street Legal, tiene un sonido extraño, certeramente único a diferencia de su trabajo musical en general. Esto es debido, en su mayor parte, al efecto que producían, por una parte, el coro de mujeres y la inclusión de un saxofón entre las estrofas principales, así como a la producción del álbum realizada por Don DeVito.
Líricamente, la canción ha provocado bastantes críticas, tanto positivas como negativas. Según Oliver Trager, «Changing of the Guards» ha sido criticada como una "canción en la que Dylan parodia obsesivamente su estilo de canciones-himno de forma cínica y fallida". Por el contrario, otros han encontrado un significado más profundo en la canción. Al respecto, Michael Gray observó la canción como una descripción del día a día de Dylan, desde sus inicios en el mundo de la música dieciséis años antes, tal y como se incluye en el primer verso, pasando por su matrimonio y posterior divorcio de Sara Dylan, así como por su posterior conversión al Cristianismo. En este aspecto, «Changing of the Guards» aparenta tener determinadas imágenes religiosas y bíblicas, especialmente apocalípticas. En una ocasión, Dylan comentó: «Cada vez que la canto, significa algo diferente. Changing of the Guards parece tener cien años.»
«Changing of the Guards» fue solamente interpretado en directo durante la gira que siguió a la publicación de Street Legal en 1978. 
El prominente saxofón incluido entre estrofa y estrofa suena similar al de la canción de cabecera del programa de la BBC Animal Hospital.

## Versiones
«Changing of the Guards» ha sido versionada por:
- Frank Black: "Changing of the Guards" sencillo (1998)
- Juice Leskinen: "Vahdinvaihto" sencillo (1999)
- Rich Lerner and the Groove: Cover Down (2000)
- Chris Whitley & Jeff Lang: Dislocation Blues (2006)
- Patti Smith: Twelve (2007)
- The Gaslight Anthem: chimes of freedom the songs of bob dylan honoring 50 years of amnesty international (2012)